# Blessed Are the Sick
Blessed Are the Sick drugi je studijski album američkog death metal-sastava Morbid Angel. Objavljen je 22. svibnja 1991. godine. Uz albume Altars of Madness i Covenant smatra se jednim od klasika death metala. Pjesme 9., 10. i 12. ponovno su snimljene inačice pjesama s albuma Abominations of Desolation.
Omot čini slika belgijskog slikara Jeana Delvillea "Les Tresors De Satan" iz 1895. godine.

## Popis pjesama
Tekstovi: David Vincent, osim gdje je navedeno drugačije, glazba: Trey Azagthoth, osim na pjesmi "Desolate Ways", koju je skladao Richard Brunelle.
| 1.    | »Intro«                                   |                    | 1:27 |
| 2.    | »Fall from Grace«                         |                    | 5:14 |
| 3.    | »Brainstorm«                              |                    | 2:35 |
| 4.    | »Rebel Lands«                             |                    | 2:41 |
| 5.    | »Doomsday Celebration«                    |                    | 1:50 |
| 6.    | »Day of Suffering«                        |                    | 1:54 |
| 7.    | »Blessed Are the Sick / Leading the Rats« |                    | 4:47 |
| 8.    | »Thy Kingdom Come«                        |                    | 3:25 |
| 9.    | »Unholy Blaaphemies«                      | Azagthoth, Vincent | 2:10 |
| 10.   | »Abominations«                            | Azagthoth          | 4:27 |
| 11.   | »Desolate Ways«                           |                    | 1:41 |
| 12.   | »The Ancient Ones«                        | Azagthoth          | 5:54 |
| 13.   | »In Remembrance«                          |                    | 1:26 |
| 39:31 |                                           |                    |      |

## Zasluge
Morbid Angel
- Trey Azagthoth – gitara, klavijature, glazba (1. – 10., 12. – 13.), tekstovi (pjesme 9., 10., 12.)
- Richard Brunelle – gitara, glazba (pjesma 11.)
- Pete Sandoval – bubnjevi
- David Vincent – vokali, bas-gitara, glazba (pjesme 2. – 4., 6. – 9.)

Ostalo osoblje
- Nimbus – mastering
- Tom Morris – inženjer zvuka, miks
- Jean Delville (1867. – 1952.) – omot (slika "Les Tresors De Satan")
- Martin Nesbitt – grafički dizajn
- Johnny Barry – grafički dizajn